# Spider-Man 2 (jogo eletrônico de 2023)
Spider-Man 2 (as vezes referido como Marvel's Spider-Man 2) é um jogo eletrônico de ação-aventura desenvolvido pela Insomniac Games e publicado pela Sony Interactive Entertainment para o PlayStation 5. 
É baseado nos personagens, mitologia e adaptações em outras mídias dos personagens de histórias em quadrinhos Miles Morales e Homem-Aranha da Marvel Comics.
É o terceiro jogo da série Spider-Man, sendo uma sequência de Spider-Man e de Spider-Man: Miles Morales. Nesta edição, Peter Parker e Miles Morales lutam para dar os próximos passos em suas vidas pessoais enquanto combatem várias novas ameaças, incluindo uma milícia privada liderada por Kraven, o Caçador, que transforma a cidade de Nova York em um terreno de caça para indivíduos superpoderosos; e o simbionte extraterrestre Venom, que se liga a Parker e o influencia negativamente, ameaçando destruir seus relacionamentos pessoais.
A jogabilidade se baseia nos fundamentos estabelecidos por seus antecessores, com ênfase nos múltiplos estilos de jogo oferecidos por Peter Parker e Miles Morales como Spider-Man's. O jogo expande suas habilidades de travessia e combate existentes, incluindo novos dispositivos e trajes que podem ser desbloqueados ao progredir na história. Ele também apresenta o traje simbionte do Homem-Aranha, concedendo a Parker habilidades únicas em comparação com o seu traje normal. Tal como acontece com os jogos anteriores, o conteúdo fora da história principal consiste em completar missões secundárias e obter itens colecionáveis dispersos pelo mundo aberto do jogo, sendo que o jogador pode alternar entre Parker e Morales para completar objetivos dedicados a cada um deles.
As discussões sobre uma sequência própria para Marvel's Spider-Man começaram durante o desenvolvimento do primeiro jogo, os jogos anteriores da franquia deixaram histórias abertas para títulos futuros com ganchos sendo provocados tanto para Peter Parker quanto por Miles Morales. O jogo foi anunciado em 9 de setembro de 2021 no evento PlayStation Showcase 2021.
O diretor criativo Bryan Intihar, o diretor do jogo Ryan Smith, o líder narrativo Jon Paquette e a diretora de arte Jacinda Chew da Insomniac Games, respectivamente, repetem suas funções dos jogos anteriores, enquanto Yuri Lowenthal, Nadji Jeter e Laura Bailey retornam ao elenco principal de dubladores do jogo (no idioma original em inglês), esse jogo inclui outros dubladores e personagens dos jogos anteriores. Jim Pirri e Tony Todd se juntam ao time de dubladores como as vozes de Kraven e Venom, respectivamente.
Marvel's Spider-Man 2 foi lançado para PlayStation 5 em 20 de outubro de 2023 e foi aclamado pela crítica. O jogo vendeu mais de 2,5 milhões de unidades em 24 horas e mais de cinco milhões em 10 dias, tornando-se o título original do PlayStation mais vendido e um dos jogos do PlayStation 5 mais vendidos.
No dia 07 de fevereiro de 2024, foi anunciada a data de lançamento da primeira grande atualização do jogo para o dia 07 de março de 2024, essa atualização adicionará novos recursos como o Novo Jogo+, a opção de mudar o horário e clima do jogo, mudar a cor do simbionte após zerar o jogo, novos trajes e mais. 
No dia 14 de fevereiro de 2024, foi anunciado que o jogo chegou na marca de 10 milhões de cópias vendidas após 4 meses do lançamento do jogo, totalizando 50 milhões de cópias vendidas da franquia Marvel's Spider-Man.

## Gameplay
Marvel's Spider-Man 2 é um jogo eletrônico de ação e aventura para um jogador, jogado de uma perspectiva de terceira pessoa. Tal como acontece com o primeiro jogo e Miles Morales, Peter Parker e Miles Morales são os dois personagens principais, com Mary Jane e Venom sendo jogáveis em certas missões, tornando-se jogáveis individualmente de acordo com a história enquanto atravessam um mundo aberto na cidade de Nova York. e lutam contra inimigos. Os jogadores podem adquirir novas habilidades e colecionar vários trajes do Homem-Aranha. Peter e Miles podem ser trocados livremente a qualquer momento durante o movimento livre no mundo aberto do jogo, e tem missões dedicadas tanto na história principal quanto como parte de conteúdo secundário que tira vantagem de suas características individuais. O jogo expande o mundo aberto dos jogos anteriores, permitindo aos jogadores explorar Brooklyn e Queens, além de Manhattan, que foi o cenário principal dos dois jogos anteriores.
Com base no sistema de combate dos títulos anteriores, ambos os Homens-Aranha são capazes de desviar ataques físicos, já que certos tipos de inimigos são imunes à esquiva. Durante a travessia, os novos trajes de Peter e Miles vêm equipados com asas de teia, que, quando implantadas, permitem-lhes planar pela cidade, para aumentar a velocidade e distância percorrida, é possível aproveitar túneis de vento. A roda de equipamentos de cada Homem-Aranha foi atualizada com modificações equipáveis adicionais para seus atiradores de teia, como a capacidade de lançar uma linha de teia através de pilares para apoio adicional durante sequências furtivas suspensas acima dos inimigos, e outro que permite que vários inimigos sejam puxado para um local isolado para abate empoleirado. Além da jogabilidade padrão de Peter Parker, ele pode ser jogado quando ligado ao simbionte Venom, concedendo-lhe tentáculos que ele pode usar em combate, ele também tem novas habilidades com a sua teia. Ambos os Homens-Aranha têm árvores de Habilidades individuais com habilidades adicionais desbloqueáveis para ambos, uma vez que acumulam Pontos de Habilidade suficientes de acordo com seu nível de experiência, bem como uma terceira Árvore de Habilidades dedicada a habilidades compartilhadas entre eles.

## Sinopse

### Personagens e cenário
Marvel's Spider-Man 2 se passa 10 meses após os eventos de Marvel's Spider-Man: Miles Morales (2020). Tal como acontece com os jogos anteriores da série, o jogo apresenta um grande elenco de vários personagens derivados da história dos quadrinhos do Homem-Aranha e outras mídias. O jogo segue Peter Parker (Yuri Lowenthal) e Miles Morales (Nadji Jeter), que se tornaram o super-herói Homem-Aranha após ganharem habilidades sobre-humanas ao serem mordidos por aranhas geneticamente modificadas. Peter serve como mentor de Miles, que ganhou seus superpoderes durante os eventos do primeiro jogo, embora tenha dificuldade em equilibrar sua vida pessoal e seus deveres como protetor da cidade. Eles são apoiados por vários aliados: a repórter do Clarim Diário e namorada de Peter, Mary Jane Watson (Laura Bailey); O colega de classe e guru de tecnologia de Miles, Ganke Lee (Griffin Puatu); a vereadora e mãe de Miles, Rio (Jacqueline Piñol); e o tio afastado de Miles, Aaron Davis (Ike Amadi), que anteriormente atuou como Prowler. Outros personagens do jogo incluem o ex-prefeito e CEO da Oscorp, Norman Osborn (Mark Rolston) e seu filho, o melhor amigo de Peter e Mary Jane, Harry Osborn (Graham Phillips), que sofre de uma doença neurológica herdada de sua mãe, Emily; Yuri Watanabe (Tara Platt), uma ex-capitã da polícia em desgraça e aliada de Peter que assumiu a identidade de vigilante de "Wraith" após os eventos da DLC do primeiro jogo  A Cidade Que Nunca Dorme; J. Jonah Jameson (Darin De Paul ), editor-chefe do Clarim Diário e chefe de Mary Jane; Danika Hart (Ashly Burch), apresentadora do podcast “Danikast”; a artista de rua surda Hailey Cooper (Natasha Ofili); A falecida tia de Peter, May (Nancy Linari), que aparece em um flashback; e o falecido pai de Miles, o oficial Jefferson Davis (Russell Richardson), que aparece em uma sequência de sonho; e o namorado de Rio, Albert Moon (dublador não creditado).
Por toda a cidade, os dois Homens-Aranha se deparam com diversos supervilões como Venom (Tony Todd), um simbionte extraterrestre capaz de se ligar a corpos humanos e conceder poderes regenerativos enquanto influencia negativamente seu comportamento; Sergei Kravinoff / Kraven, o Caçador (Jim Pirri), o líder de uma facção de mercenários chamados de "Caçadores", que procuram caçar seres superpoderosos como os Homens-Aranha; e Cletus Kasady (Chad Doreck), também conhecido como "O Chama", o chefe de um culto niilista que busca realizar um ritual demoníaco para provocar um evento escatológico apelidado de "Hora Carmesim". Os vilões que retornaram do primeiro jogo incluem Martin Li / Mister Negative (Stephen Oyoung), Mac Gargan / Scorpion (Jason Spisak), Lonnie Lincoln / Tombstone (Corey Jones) e Felicia Hardy / Black Cat (Erica Lindbeck). Antagonistas adicionais que foram referenciados em jogos anteriores fazem aparições completas em Marvel's Spider-Man 2, incluindo Flint Marko/Sandman (Leandro Cano), um ladrão humilde que, através de um acidente, ganhou a habilidade de se transformar em moléculas de areia e manipulá-las à vontade; Curt Connors/Lizard (Mark Whitten), um cientista da Oscorp que se transformou em uma criatura reptiliana gigante; Dmitri Smerdyakov/Cameleon (Jim Pirri), um mestre criminoso dos disfarces e meio-irmão de Kraven; e Quentin Beck / Mysterio (Noshir Dalal), um artista de efeitos visuais e criminoso reformado que se tornou o desenvolvedor-chefe de uma atração de entretenimento de realidade virtual chamada "Mysterium". Além disso, Otto Octavius/Doutor Octopus (William Salyers), que fica encarcerado na Ryker após os acontecimentos do primeiro jogo, aparece em uma cena no meio dos créditos.
A filha de Albert, Cindy Moon, faz uma aparição na cena pós-crédito do jogo. A personagem Delilah, uma assassina habilidosa que atua como bartender no Bar Sem Nome em um universo alternativo, faz uma pequena aparição durante a missão paralela "A Mensagem". Esta versão da personagem foi originalmente planejada para aparecer em Homem-Aranha: Através do Aranhaverso (2023) antes de sua cena ser cortada do filme final.

### Enredo
Peter começa seu primeiro dia como professor de física com Miles entre seus alunos, mas eles são interrompidos por um ataque de Sandman, exigindo que ambos lutem contra ele. Demitido por abandonar a aula, Peter retorna para a casa de sua tia May no Queens, para onde se mudou após a morte dela, para se encontrar com Mary Jane. Eles ficam surpresos ao ver Harry, que se recuperou milagrosamente de sua doença terminal. Harry contrata Peter para trabalhar em sua startup de tecnologia ambiental, a Fundação Emily-May (FEM), para que eles possam realizar seu sonho de "curar o mundo". Ao mesmo tempo, Kraven e seus Caçadores se infiltram secretamente em Nova York.
Enquanto supervisiona a transferência de um prisioneiro, o vingativo Miles não consegue evitar que o encarcerado Martin Li – que matou seu pai – seja capturado pelos Caçadores. Peter investiga Kraven e descobre que ele está caçando indivíduos superpoderosos por esporte. Já tendo matado Scorpion, Vulture, Shocker e Electro, Kraven tenta capturar Black Cat; no entanto, Miles a ajuda a fugir para Paris. Ao visitar Coney Island para se reconectar, Peter, Mary Jane e Harry testemunham os Caçadores atacando o parque para capturar o Tombstone reformado. Enquanto Peter resgata civis, ele é auxiliado por Harry que está superpoderoso, que aprende sobre a vida dupla de Peter e revela que foi curado por Curt Connors por meio de um exotraje orgânico que aumenta fisicamente seu corpo.
Com seus poderes se desenvolvendo rapidamente, Harry ajuda Peter a resgatar Tombstome enquanto Mary Jane descobre que Kraven sequestrou Connors. O trio tenta salvar Connors, mas Kraven o transforma à força de volta no Lizard. Kraven fere mortalmente Peter, que é salvo quando o exotraje se transfere para seu corpo. Depois que Peter confronta Kraven com seus poderes recém-aprimorados, Kraven desenvolve interesse em caçar Peter pessoalmente.
Depois que Peter e Harry sintetizam um antídoto para Connors, Peter localiza Connors com a ajuda de Miles e eventualmente o derrota e cura. Ao ver Peter vestindo o exotraje, Connors explica que na verdade ele é um alienígena chamado simbionte, que a Oscorp obteve anos antes, e avisa Peter para destruí-lo. Sob a influência corruptora do simbionte, Peter recusa e o guarda para si mesmo, apesar de saber que a doença de Harry voltou e que sem o simbionte, ele começa a piorar, e isso acaba rompendo a amizade deles. Quando Peter, possuído por um simbionte, ataca os Caçadores, Kraven captura Miles e o força a lutar contra Li até a morte. Miles supera sua raiva de Li e o ajuda a escapar, orientando-o a encontrar Peter. Assim que Li o informa sobre a localização de Miles, Peter chega para resgatá-lo e quase mata Kraven antes que Miles intervenha. Miles luta contra o corrompido Peter, eventualmente convencendo-o a remover o simbionte.
Peter leva o simbionte para a Oscorp para ser destruído, mas um desesperado Harry o intercepta e o recupera, transformando-se em uma criatura monstruosa. Harry escapa para a Times Square, onde mata vários Caçadores de Kraven antes de dominar e matar o próprio Kraven. O simbionte revela que seu nome é Venom e convence Harry a "curar o mundo" infectando todos nele com simbiontes. Venom transforma Mary Jane em Scream, mas Peter a ajuda a se libertar após lutar contra ela. Enquanto Peter e Miles tentam parar Venom, Peter fica debilitado por vestígios do simbionte que ainda está nele. Miles e Li ajudam a domesticá-lo e convertê-lo no simbionte Anti-Venom, que pode destruir outros simbiontes. Ao mesmo tempo, Venom recupera o meteorito que originalmente o trouxe à Terra, permitindo-lhe começar a colonizar o mundo. Peter e Miles distraem Venom enquanto Mary Jane rouba o meteorito e o destrói com o acelerador de partículas na FEM, destruindo a prole de Venom. Por insistência de Harry, Peter destrói o simbionte Venom, deixando Harry em coma.
Na sequência, Mary Jane deixa o emprego para administrar seu próprio podcast e vai morar com Peter, que opta por deixar de ser o Homem-Aranha para se concentrar na reconstrução da FEM, confiando em Miles para proteger a cidade. Norman Osborn culpa os Homens-Aranha por arruinar a recuperação de Harry e visita Otto Octavius, que está preso, para exigir suas identidades secretas; Octavius recusa, alegrando-se com o sofrimento de Norman. Miles conclui sua redação de faculdade e conhece o novo namorado de Rio, Albert Moon, que os apresenta a sua filha Cindy.

## Desenvolvimento
Enquanto promovia o recém-lançado Marvel's Spider-Man (2018) em setembro de 2018, o diretor criativo do jogo, Bryan Intihar, foi questionado em um podcast da Kinda Funny Games sobre a omissão do traje simbionte do Homem-Aranha nos quadrinhos. Intihar respondeu: "Acho que apenas torná-lo um traje desbloqueável não faria justiça. É uma das melhores histórias para o Homem-Aranha. Acho que é uma história complexa. E acho que é uma história que precisa ser contada, e precisa ser contada da maneira que a Insomniac contaria." Tanto Marvel's Spider-Man  (2018) quanto seu spin-off Marvel's Spider-Man: Miles Morales (2020) incluíam provocações implícitas para títulos futuros, aludindo às intenções da Insomniac Games de introduzir Venom em sua narrativa, bem como apresentar Norman Osborn e seu filho Harry em papéis mais proeminentes. Ao revelar Marvel's Spider-Man: Miles Morales no evento de revelação do PlayStation 5 da Sony em junho de 2020, a Insomniac afirmou que um título autônomo apresentando Miles como protagonista não prejudicaria o fato de que eles tinham "muito da história de Peter para contar" em jogos futuros.
Marvel's Spider-Man 2 e o título irmão Marvel's Wolverine, foram anunciados em conjunto pela Insomniac Games no evento PlayStation Showcase em setembro de 2021. Bryan Intihar e Ryan Smith atuam como diretores criativos e do jogo, respectivamente reprisando seus papéis de Marvel's Spider-Man (2018), enquanto Yuri Lowenthal, Nadji Jeter e Tony Todd estrelam como Peter Parker, Miles Morales e Venom, respectivamente. A captura de movimentos e a dublagem começaram em março de 2021, de acordo com Lowenthal.
Em entrevista ao podcast This Week in Marvel, o vice-presidente da Marvel Games, Bill Rosemann, descreveu a narrativa do jogo como "um pouco mais sombria", bem como "o próximo grande capítulo". Ele comparou o tom da história a Star Wars: Episódio V – O Império Contra-Ataca (1980), contrastando com a forma como a narrativa de Marvel's Spider-Man (2018) parecia tonalmente semelhante a Star Wars: Episódio IV – Uma Nova Esperança (1977).  Em janeiro de 2022, Brittney Morris, que anteriormente escreveu a novel de Miles Morales, Wings of Fury, juntou-se à equipe de roteiristas do jogo. No mês seguinte, a Insomniac contratou o artista freelance Davison Carvalho para atuar como diretor de arte do jogo. Carvalho atuou notavelmente como artista conceitual nos filmes do Universo Cinematográfico da Marvel (UCM), como Capitão América: Guerra Civil, Doutor Estranho (ambos de 2016), Thor: Ragnarok (2017) e Capitã Marvel (2019).  Em novembro de 2022, o ator Scott Porter, que dublou Harry Osborn ao longo das missões da Estação de Pesquisa no primeiro jogo, revelou que sofreu um recast em Marvel's Spider-Man 2.por questões potenciais, como a diferença de idade entre ele e o personagem, já que "eles decidiram se tornar fotorrealistas".  No mês seguinte, Jamie Meyer revelou-se como co-roteirista do jogo por meio de seu site pessoal, e a Sony confirmou a data de lançamento para o segundo semestre de 2023 no PlayStation Blog. O desenvolvimento foi concluído em setembro, um mês antes de seu lançamento.

## Marketing
A revelação da gameplay do jogo estreou durante o evento PlayStation Showcase da Sony Interactive Entertainment em maio de 2023, destacando uma missão dentro da campanha da história principal do jogo que mostrava Peter Parker com o traje do simbionte, e Miles Morales, enquanto a dupla interceptava uma tentativa de Kraven e os seus caçadores para capturar o Dr. Curt Connors enquanto sua transformação no Lagarto resultou na invasão de um mercado de peixes perto das docas da cidade de Nova York. 
Como parte da promoção do jogo, uma parte da gameplay foi apresentada em uma cena do filme Homem-Aranha: Através do Aranhaverso (2023), que retratava o colega de quarto de Miles Morales, Ganke Lee, jogando em seu console PlayStation 5 em seu dormitório. A cena mostrou Peter Parker iniciando uma finalização em um bandido comum usando os as garras de aranha equipadas na parte de trás de seu novo Traje Avançado. A arte conceitual dos Homens-Aranha combatendo Kraven, o Caçador e Venom, foi apresentada no Summer Game Fest 2023, onde o diretor criativo Bryan Intihar apareceu como convidado para discutir a história do jogo e revelar a data de lançamento e a arte da caixa do jogo. O tema principal do jogo, "Greater Together", composto por John Paesano, foi apresentado no The Game Awards 10-Year Concert em junho de 2023 e lançado em serviços de streaming de música logo depois. Intihar, junto com o produtor Bill Rosemann da Marvel Games, Lowenthal, Jeter, Bailey e Todd, apresentou um painel Hall H na San Diego Comic-Con em julho de 2023, intitulado "Relacionamentos Simbióticos". O painel divulgou mais detalhes da história e dos personagens e foi acompanhado pela estreia de um trailer da história e pela revelação de pacotes e acessórios comemorativos do console PlayStation 5 para coincidir com o lançamento do jogo. Uma visão geral do jogo narrada pelo diretor criativo Bryan Intihar foi apresentada como parte da apresentação PlayStation State of Play em setembro de 2023, em conjunto com eventos de pré-visualização realizados para jornalistas de mídia em Los Angeles, onde demos mais extensas e versões jogáveis do jogo foram apresentadas. O trailer de lançamento do jogo foi lançado na internet em 15 de outubro de 2023 durante a Comic Con de Nova York.

### Mídia e mercadorias vinculadas
Uma história em quadrinhos prequela foi lançada pela Marvel Comics no Free Comic Book Day em maio de 2023, escrita pelo escritor de Marvel's Spider-Man, Christos Gage, e ilustrada por Ig Guara. Ocorrendo após os acontecimentos de Marvel's Spider-Man: Miles Morales, a narrativa apresenta Peter Parker, Miles Morales e Mary Jane Watson lutando para equilibrar suas responsabilidades individuais e os respectivos deveres do primeiro jogo para com Nova York como Homens-Aranha, e apresenta The Hood como seu principal antagonista, que está tentando obter uma tabuleta supostamente antiga com tomos mágicos para ressuscitar sua mãe moribunda. O diretor narrativo do jogo e co-escritor de Marvel's Spider-Man, Jon Paquette, elaborou sobre o interesse da equipe de roteiristas em apresentar The Hood para os quadrinhos, afirmando que eles estavam interessados em explorar a ideia dos dois Homens-Aranha tendo que enfrentar uma ameaça com poderes. além de sua compreensão.

## Lançamento
Marvel's Spider-Man 2 foi lançado para PlayStation 5 em 20 de outubro de 2023. Um modo Novo Jogo Mais será lançado no início de 2024.
Juntamente com a edição padrão, uma Edição Digital Deluxe foi disponibilizada para o jogo. Esta edição apresenta dois conjuntos de cinco trajes exclusivos para Peter Parker e Miles Morales, desenhados por artistas convidados do PlayStation Studios e da indústria do entretenimento em geral. Inclui molduras adicionais e adesivos para o Modo Foto do jogo e dois pontos de habilidade extras para desbloqueio de habilidades. Uma edição de colecionador será distribuída por varejistas participantes e pelo PlayStation Direct. Ele contém um voucher de download para a Digital Deluxe Edition, um steelbook e uma estátua de 19 polegadas representando os Homens-Aranha lutando contra Venom. Todas as pré-encomendas, independentemente da edição, vêm com bônus de desbloqueio antecipado: o "Arachknight Suit" para Peter Parker e o "Shadow-Spider Suit" para Miles Morales, o equipamento Garra de Teia e três pontos de habilidade adicionais.
Para comemorar o lançamento do jogo, a Sony Interactive Entertainment distribuiu um bundle de console PlayStation 5 de edição especial com o tema do jogo em 1º de setembro de 2023. É uma variante do PlayStation 5 padrão com placas frontais personalizadas e um design de controle DualSense exclusivo baseado nas imagens do simbionte Venom envolvendo-se em um gradiente vermelho adornando o emblema do Homem-Aranha de Peter Parker. A diretora de arte da Insomniac Games, Jacinda Chew, comentou que este design evoca as várias maneiras pelas quais os jogadores experimentam o simbionte assumindo o controle de Peter na história do jogo, descrevendo-o como um "constante empurrão e puxão pelo domínio, seja interno ou externo, e o resultado não é certo . O console vem com um voucher digital para a Edição Padrão do jogo para pré-carregamento antes do lançamento. As placas frontais e o controle DualSense especial são vendidos como acessórios separados para proprietários existentes de consoles PS5 baseados em disco e de edição digital.

## Recepção
Marvel's Spider-Man 2 foi muito bem recebido pela crítica especializada. No agregador de resenhas Metacritic, possui um índice de aprovação de 90/100, baseado em 151 análises, indicando "aclamação universal".

### Vendas
Marvel's Spider-Man 2 vendeu 2,5 milhões de cópias nas primeiras 24 horas, tornando-se o jogo da PlayStation Studios que mais vendeu rapidamente, e mais de cinco milhões de unidades em onze dias. Durante a semana de lançamento, o jogo ficou em primeiro lugar na parada de vendas físicas do Reino Unido.

## Futuro
Está previsto para um terceiro jogo intitulado Marvel's Spider-Man 3, que encerrará a trilogia de jogos voltada ao Homem-Aranha. Além disso, após os vazamentos de arquivos da Insomniac em 2023, foi revelado que um spin-off focado no Venom estava previsto para 2025, além de uma trilogia de jogos voltada aos X-Men, que iniciaria com Marvel's Wolverine.